# Boa Vista de Minas
Boa Vista de Minas, é um distrito do município de Nova Serrana, no interior do Estado de Minas Gerais, Brasil, criado pela lei estadual ordinaria 2764/1962. De acordo com o Instituto Brasileiro de Geografia e Estatística (IBGE), sua população no ano de 2010 era de 1651 habitantes, sendo 865 homens e 786 mulheres, possuindo um total de 777 domicílios particulares. O distrito esta localizado acerca de 7,2 quilometros do centro da cidade de Nova Serrana. O distrito possui um cartório de registro civil das pessoas naturais com atribuições notariais, possui também uma farmácia, dois supermercados, uma creche e uma escola municipal, e esta em grande expansão em razão do lançamento de alguns loteamentos em sua região.
O distrito ainda possui a tradicional festa do Reinado, que acontece todos os anos, no inicio do mês de novembro, quinze dias após a festa do Reinado de Nova Serrana.